# Ilona Kühne
Ilona Kühne (* 25. Oktober 1941 in Wernigerode) ist Ärztin und Politikerin der FDP in Sachsen-Anhalt.  

## Leben und Beruf
Nach Oberschule und Abitur absolvierte Ilona Kühne ein Medizinstudium (u. a. in Rumänien 1961–63), an das sich die Facharztausbildung anschloss. Sie ist Fachärztin für Arbeits-, Umwelt-, Sucht- und Tropenmedizin. Sie wurde in der DDR-Zeit mehrfach auf Großbaustellen im Ausland zur medizinischen Betreuung eingesetzt. Sie baute nach der Pflichtassistenzzeit die arbeitsmedizinische und betriebsärztliche Betreuung der Bauarbeiter im ehemaligen Bezirk Magdeburg auf. Seit 1969 war sie Leiterin der arbeitsmedizinischen Beratungsstelle. 1989 wurde sie durch demokratische Wahl zur ärztlichen Direktorin der Magdeburger Polikliniken bestellt. Sie ist heute Leitende Ärztin des Arbeitsmedizinischen Dienstes der Berufsgenossenschaft Bauwirtschaft, Landesverband Sachsen-Anhalt. Sie ist evangelischer Konfession, verheiratet und hat zwei Kinder.

## Engagement in der Politik
Medizinalrätin Ilona Kühne trat 1983 der Liberaldemokratischen Partei Deutschlands (LDPD) bei und engagierte sich in den Bereichen Gesundheits- und Sozialwesen. Sie war Abgeordnete im Stadtbezirk Magdeburg (Gesundheitswesen) und im Stadtparlament Magdeburg (Bauwesen). Nach der friedlichen Revolution 1989 trat Ilona Kühne der FDP bei. Sie war Mitglied des Landtages von Sachsen-Anhalt in der 1. Wahlperiode (1990–1994), dort Mitglied im Ausschuss für Arbeit und Soziales und im Ausschuss für Umwelt und Naturschutz. Sie war von 1994 bis 1999 Stadträtin in Magdeburg. 
MR Ilona Kühne war Kreisvorsitzende des FDP-Kreisverbandes Magdeburg, dessen Ehrenvorsitzende sie heute ist. Sie ist Landesvorsitzende der Liberalen Senioren in Sachsen-Anhalt und Schriftführerin im Vorstand der Vereinigung ehemaliger Abgeordneter des Landtages von Sachsen-Anhalt e.V.